# Coyhaique
Coyhaique (eller Coihaique) er en by i det sydlige Chile og den største by i Carretera Austral området. Coyhaique er hovedstad i den chilenske region Aisén.
I 2002 boede 50.041 i Coyhaique Kommune, heraf omkring 90% i selve byen.
Den nærmeste større lufthavn ligger i Balmaceda omkring 50 kilometer sydøst for Coyhaique, og den nærmeste havn ligger i Puerto Chacabuco nær Puerto Aisén omkring 70 kilometer mod nordvest.
Omkring 7 kilometer fra byen ligger en mindre regional lufthavn.
Få kilometer nord for Coyhaique ligger Coyhaique Nationalreservat på 2.150 hektar. Der er indrettet vandrestier i området, og fra platforme er der udsigt til Coyhaique by.

## Eksterne link
- Municipalidad de Coyhaique

## Henvisning
1. ↑  "Arkiveret kopi". Arkiveret fra originalen 23. august 2007. Hentet 17. februar 2010.

45°34′00″S 72°04′00″V / 45.56667°S 72.06667°V